# Alfonsas Norkus
Alfonsas Norkus (* 1. Juni 1951 in Šilutė, Litauische SSR) ist ein litauischer Politiker.

## Leben
1976 absolvierte er das Diplomstudium der Mechanik an der Landwirtschaftlichen Akademie und 1999 dort das Masterstudium in Bildungswissenschaften. Seit 1999 lehrt er an der Aleksandras-Stulginskis-Universität. Von 2000 bis 2011 war er Mitglied im Rajongemeinderat Kaunas, von 2006 bis 2007 stellvertretender Bürgermeister der Rajongemeinde Kaunas.